# Ma-30
La Ma-30, appelé aussi Seconde Ceinture est une voie rapide urbaine qui permet de desservir toutes les zones de l'agglomération de Palma de Majorque. Elle parcourt au total 8 km.
À l'avenir, elle s'étendra jusqu'à la Ma-1110 et la transformera en périphérique extérieur de la ville.